# Wildflowers (filme)
Wildflowers (Brasil: Flor Selvagem ) é um filme de drama estadunidense de 1999 dirigido por Melissa Painter e estrelado por Clea DuVall, Daryl Hannah, Tomas Arana e Eric Roberts. Mostra o ex-poeta laureado dos Estados Unidos Robert Hass lendo alguns de seus próprios poemas. Filmado em São Francisco e no condado de Marin, Califórnia, teve uma estreia limitada nos cinemas e uma recepção mista da crítica de cinema.

## Sinopse
Clea DuVall estrela como Cally, uma jovem de 17 anos que foi criada por seu pai, sem conhecer sua mãe. Quando Cally conhece uma misteriosa mulher chamada Sabine, ela fica obcecada por ela.

## Elenco
- Clea DuVall como Cally
- Daryl Hannah como Sabine
- Tomas Arana como Wade, pai de Cally
- Eric Roberts como Jacob, o amante de Sabine
- Richard Hillman como Graham
- Eric Yetter como Dylan
- Robert Hass como poeta
- John Doe como professor
- Sheila Tousey como Martha
- Irene Bedard como Ruby
- James Burnett como alfaiate
- David Graham como Trip
- Alan Gelfant como Wolf
- David Wike como Gahad
- Scott Benton como Oliver

## Distribuição
Wildflowers estreou no Festival de Cinema de Cannes de 1999. O filme teve uma estreia limitada nos cinemas nos Estados Unidos em 1 de setembro de 2000. Nos Estados Unidos, arrecadou US$5.365.

## Recepção
No festival de cinema SXSW de 2000, Melissa Painter ganhou o prêmio SXSW Competition de melhor longa narrativa. O site agregador de críticas Rotten Tomatoes deu a Wildflowers uma classificação de "rotten" de 50% com base em seis avaliações. O Metacritic deu-lhe uma classificação "geralmente negativa" de 28% com base em sete análises. Em uma crítica para o The New York Times, A. O. Scott chamou o filme de sonhador e impressionista, mas no final das contas vazio. Ele elogiou Clea DuVall por sua "compreensão intuitiva das emoções". Escrevendo para The Austin Chronicle, Barry Johnson chamou o filme de comovente. Ele elogiou Painter por sua "direção lírica e íntima" e DuVall por sua "performance impressionante e cheia de nuances". Christopher Null chamou o filme de bizarro e incompreensível, "totalmente sem esperança como o cinema".